# الن لوون
الن لوون (زاده ۱۳ ژوئیه ۱۹۹۵، در اوکراین) یک خواننده، بازیگر و رقصنده اوکراینی- استرالیایی است.
الن لوون در ۱۳ ژوئیه ۱۹۹۴ در اوکراین به دنیا آمد و مدت کوتاهی پس از تولد به همراه خانواده اش به سیدنی استرالیا نقل مکان کرد. او در سه سالگی کلاس‌های باله و یادگیری سایر ژانرهای رقص را آغاز کرد. مادرش در صنعت مد فعالیت می‌کرد، بنابراین لوون در شوهای مد مادر و دوستانش مدل شد. در سن شش سالگی، لوون متوجه شد که می‌تواند بخواند و تصمیم گرفت این کاری است که او می‌خواهد تا آخر عمر انجام دهد. او به یک مدرسه هنرهای نمایشی پیوست که در آنجا می‌توانست مهارت‌های خود را افزایش دهد، که منجر به آموزش او در تمام سبک‌های رقص از جمله باله، رقص، تئاتر موسیقی، آواز و بازیگری شد.

## آهنگ‌شناسی
| سال  | عنوان                                      | اوج موقعیت‌های نمودار | اوج موقعیت‌های نمودار | گواهینامه‌ها                         | آلبوم                 |
| سال  | عنوان                                      | AUS                  | ITA                  | گواهینامه‌ها                         | آلبوم                 |
| ---- | ------------------------------------------ | -------------------- | -------------------- | ----------------------------------- | --------------------- |
| ۲۰۱۱ | «شیطان» (با بازی اسرائیل کروز)             | ۶۰                   | -                    |                                     | تک آهنگ‌های بدون آلبوم |
| ۲۰۱۲ | " مثل یک دختر عاشق "                       | ۷۴                   | -                    |                                     | تک آهنگ‌های بدون آلبوم |
| ۲۰۱۲ | " رقصیدن به همان آهنگ "                    | ۷۳                   | ۴۵                   |                                     | تک آهنگ‌های بدون آلبوم |
| ۲۰۱۳ | " کودک وحشی "                              | ۴۸                   | ۲۱                   | - فدراسیون صنعت موسیقی ایتالیا: طلا | تک آهنگ‌های بدون آلبوم |
| ۲۰۱۳ | "روی سرم"                                  | -                    | ۲۹                   |                                     | تک آهنگ‌های بدون آلبوم |
| ۲۰۱۴ | "پادشاهی"                                  | -                    | -                    |                                     | تک آهنگ‌های بدون آلبوم |
| ۲۰۱۴ | "به اندازه کافی باحال" (اسپادا و الن لوون) | -                    | ۳۴                   | - FIMI: طلا                         | تک آهنگ‌های بدون آلبوم |
| ۲۰۱۶ | " نگران نباش " (اسپادا و الن لوون)         | -                    | -                    |                                     | تک آهنگ‌های بدون آلبوم |

### تک آهنگ‌های برجسته
| سال  | عنوان                                                   | اوج موقعیت‌های نمودار | اوج موقعیت‌های نمودار | اوج موقعیت‌های نمودار | اوج موقعیت‌های نمودار | گواهینامه‌ها                       | آلبوم              |
| سال  | عنوان                                                   | AUS                  | FIN                  | FRA                  | NZ                   | گواهینامه‌ها                       | آلبوم              |
| ---- | ------------------------------------------------------- | -------------------- | -------------------- | -------------------- | -------------------- | --------------------------------- | ------------------ |
| ۲۰۱۲ | "زندگی من را نجات بده" (اسرائیل کروز با حضور الن لوون)  | -                    | -                    | -                    | -                    |                                   | تک آهنگ بدون آلبوم |
| ۲۰۱۴ | " آه آره پس چی " (ویل اسپارکس با حضور وایلی و الن لوون) | ۴                    | ۱۲                   | ۱۱۶                  | ۳۴                   | - انجمن صنعت ضبط استرالیا: پلاتین | سرزمینی دیگر       |